# 마궤 FC
마궤 FC(버마어: မကွေးဘောလုံးအသင်း)는 마궤를 연고로 하는 미얀마의 축구단이다. 현재는 미얀마 내셔널리그에 참가하고 있다.

## 우승
- 아웅산 실드: 2016